# Tetramorium gestroi
Tetramorium gestroi är en myrart som först beskrevs av Menozzi 1933.  Tetramorium gestroi ingår i släktet Tetramorium och familjen myror. Inga underarter finns listade i Catalogue of Life.